# بوئینگ ان‌بی
بوئینگ ان‌بی (به انگلیسی: Boeing NB) یک هواپیمای ساختِ بوئینگ در کشور ایالات متحده آمریکا است. این هواپیما در ۲۰ اکتبر ۱۹۲۳ میلادی نخستین پرواز خود را انجام داد.